# Steuerbezirk Rosenbichl
Der Steuerbezirk Rosenbichl war in der ersten Hälfte des 19. Jahrhunderts einer der 89 Bezirke der Provinz Kärnten. Er umfasste nur eine Steuergemeinde: die Katastralgemeinde Rosenbichl in ihren damaligen Grenzen. Der Bezirk umfasste eine Fläche von 1485 Joch, das entspricht etwa 8,5 km². Verwaltet wurde der Bezirk vom Bezirk St. Georgen am Längsee aus.
Benannt war der Bezirk nach der Herrschaft Rosenbichl auf Schloss Rosenbichl in der Ortschaft Rosenbichl.
Im Zuge der Reformen nach der Revolution von 1848/49 wurden die Steuerbezirke aufgelöst. Die bis dahin dem Steuerbezirk Rosenbichl zugehörige Steuergemeinde Rosenbichl wurde der neu errichteten politischen Gemeinde Feistritz, die bald darauf in Gemeinde Pulst umbenannt wurde und im 20. Jahrhundert in der Gemeinde Liebenfels aufging, und damit dem neuen politischen Bezirk Sankt Veit zugeteilt.